# Scaphyglottis aurea
Scaphyglottis aurea là một loài thực vật có hoa trong họ Lan. Loài này được (Rchb.f.) Foldats miêu tả khoa học đầu tiên năm 1959.